# Халльстрём, Ивар Кристиан
Ивар Кристиан Халльстрём (швед. Ivar Kristian Hallström ; 5 июня 1826, Стокгольм — 11 апреля 1901, там же) — шведский композитор, музыковед

, библиотекарь

. Член Шведской королевской музыкальной академия. Член Шведского королевского общества науки и науки в Гётеборге.

## Биография

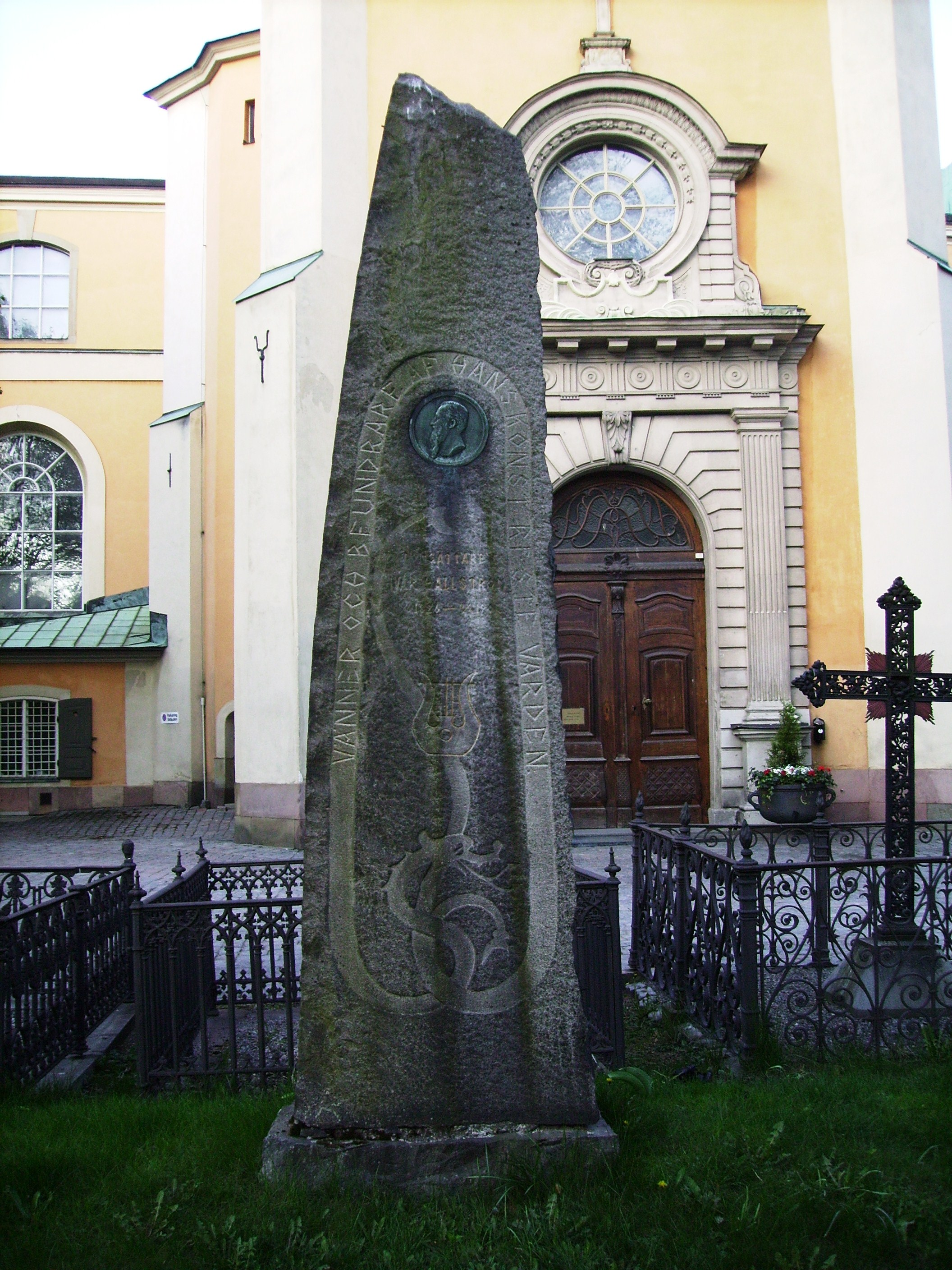
Надгробие И. К. Халльстрёма в Стокгольме

Сын церковного служащего. В детстве учился игре на фортепиано. Композитор-самоучка. Изучал право в университете Упсалы. В Упсале познакомился с принцем Густавом Шведским и участвовал вместе с ним в музыкальных упражнениях.
В 1853 году был назначен библиотекарем принца Оскара, будущего короля Швеции и Норвегии, который способствовал его продвижению по карьерной лестнице в качестве композитора.
Его оперы созданные в сотрудничестве с либреттистом Франсом Хедбергом начали его оперную карьеру.
Автор первой оперы на национальном сюжете — «Пленённая горным духом» (1874, Стокгольмская Королевская опера). В своих произведениях опирался на народное творчество.
Привнёс в свои оперетты привкус галльского остроумия, многие из которых основаны на французских либретто. До наших дней дошло четырнадцать опер Халльстрёма.

## Избранные музыкальные сочинения
Оперы
- «Викинги» (1877),
- «Персвинопас» (1887),
- «Дочь Гренады» (1892),
- «Маленькая Карин» (1897) и др.;

оперетты 
- «Герцог Магнус и русалка» (1867),
- «Волк мельника» (1871),
- «Серебряное кольцо» (1880),
- «Аристотель» (1886),
- «Дьявольские струны» (1900) и др. (все поставлены в Стокгольмской Королевской опере);

балеты,
вокальные и фортепианные произведения.